# Ceirano 50 CM
Il Ceirano 50 CM era un autocarro pesante del Regio Esercito italiano impiegato durante la seconda guerra mondiale.

## Storia
Il Ceirano 50 CM (Carro Medio) fu realizzato dall'azienda torinese Giovanni Ceirano Fabbrica Automobili. Fu adottato dal Regio Esercito nel 1927 per sostituire i Fiat 18 BL e BLR nei trasporti pesanti di retrovia. Realizzato in varie versioni tra le quali autofficina campale, venne impiegato anche come base per l'autocannone da 75/27 CK, impiegato dalla guerra d'Etiopia fino alla seconda guerra mondiale. Venne prodotto fino al 1939, quando iniziarono le consegne del Lancia 3Ro, ma rimase in servizio fino al 1950 con il neonato Esercito Italiano.

## Tecnica
L'autotelaio su due longheroni in lamiera d'acciaio, è a due assi a trazione posteriore, con sospensioni a balestre semiellittiche. Le ruote sono a disco in acciaio, con semipneumatici in gomma piena. Il motore è un quadricilindrico a benzina Ceirano 50C da 4712 cm³, erogante 53 Cavallo vapore britannico a 1900 giri/min. Il cambio è a quattro marce (più retro). Il cassone in legno, telonato, ha una portata di 5 tonnellate.